# Eisenbahnverkehrsunternehmen
Ein Eisenbahnverkehrsunternehmen (kurz EVU, auch Eisenbahngesellschaft) ist ein Verkehrsunternehmen, das Dienstleistungen im Eisenbahnverkehr auf dem Verkehrsmarkt anbietet.

## Allgemeines
Dienstleistungen von EVUs sind der Personentransport und der Gütertransport (jeweils im Nah- und Fernverkehr).
Eisenbahnverkehrsunternehmen ist ein Rechtsbegriff aus dem europäischen Eisenbahnrecht, der durch nationale Gesetze konkretisiert wird, namentlich im
- deutschen Allgemeinen Eisenbahngesetz (AEG) vom 27. Dezember 1993; Definition: § 2 AEG;
- österreichischen Eisenbahngesetz 1957 (EisbG 1957); Definition: § 1 EisbG;
- schweizerischen Eisenbahngesetz (EBG) vom 20. Dezember 1957 in der ab 1. Januar 2010 gültigen Fassung; Definition: Art. 2 EBG.

Danach sind Eisenbahnen öffentliche Einrichtungen oder privatrechtlich organisierte Eisenbahnunternehmen, die Eisenbahnverkehrsleistungen erbringen (Eisenbahnverkehrsunternehmen) oder eine Eisenbahninfrastruktur betreiben (Eisenbahninfrastrukturunternehmen (EIU) nach deutschem AEG und österreichischem EisbG, Infrastrukturbetreiberinnen nach schweizerischem EBG).
EVU verkehren auf den Schienenwegen von Infrastrukturbetreibern. Sie können parallel auch deren Funktion haben, hierbei sind jedoch für nicht ausschließlich regional tätige Unternehmen Entflechtungsvorgaben aus dem Eisenbahnregulierungsrecht (vgl. in Deutschland Eisenbahnregulierungsgesetz) zu beachten. Das europäische Recht sieht vor, dass sich der Netzzugang für EVU auch auf Infrastrukturen in anderen Ländern erstrecken kann. Dafür ist aber eine durch die Europäische Eisenbahnagentur erteilte Sicherheitsbescheinigung erforderlich.
In Deutschland gibt es mittlerweile 452 öffentliche und 149 nichtöffentliche EVU (Stand: 22. September 2021). Neben den DB-AG-eigenen EVU sind in den letzten Jahren immer mehr so genannte „Dritte“ (Nichtbundeseigene Eisenbahnen) auf dem Schienennetz der DB InfraGO und anderer EIU unterwegs. Hauptsächlich im Nahverkehr und im Güterverkehr gewinnen die Dritten immer mehr Marktanteile gegenüber der Deutschen Bahn. Nach Angaben der Deutschen Bahn nutzen rund 135 Eisenbahnverkehrsunternehmen im Personenverkehr das Schienennetz von DB InfraGO. Insgesamt fahren im Jahr 2024 über 450 Eisenbahnverkehrsunternehmen auf dem Netz der DB.
In der Schweiz existieren derzeit 39 Unternehmen, die eine Netzzugangsbewilligung besitzen, und drei Unternehmen, die mit einer ausländischen Bewilligung Transitrechte beanspruchen. Weitere 44 EVU benötigen heute keine Netzzugangsbewilligung, da sie nur auf ihrer eigenen Infrastruktur verkehren.

## Zulassungskriterien als EVU
- Zuverlässigkeit (Führungszeugnis der für die Führung der Geschäfte bestellten Personen)
- Fachkunde (Bestandene Prüfung als Eisenbahnbetriebsleiter oder anderweitiger Nachweis nach § 6d AEG)
- Finanzielle Leistungsfähigkeit (Jahresabschluss und keine Überschuldung)
- Haftpflichtversicherung (Deckungssumme über 20 Mio. Euro je Schadensereignis [die ggf. zweimal jährlich zur Verfügung stehen muss] bzw. über 100 Mio. CHF je Schadensereignis)

Die für alle auf dem öffentlichen deutschen Eisenbahnnetz verkehrenden EVU notwendige Unternehmensgenehmigung gemäß § 6 AEG wird mit Ausnahme bundeseigener und ausländischer Eisenbahnen (hier ist das Eisenbahn-Bundesamt zuständig) von der zuständigen Landesbehörde (bekannt als „Landeseisenbahnaufsicht“ oder „Landesbevollmächtigter für Bahnaufsicht“) erteilt. Sie ist grundsätzlich unbefristet. Zusätzlich müssen EVU, die auf dem übergeordneten Netz außerhalb eines Übergabebahnhofes verkehren, eine Sicherheitsbescheinigung mit nachgewiesenem Sicherheitsmanagementsystem im Sinne des § 7a AEG verfügen, die in Deutschland entweder durch das Eisenbahn-Bundesamt oder die Europäische Eisenbahnagentur erteilt werden kann. Andere EVU benötigen entsprechend § 7f AEG eine Genehmigung zur Aufnahme des Bahnbetriebs, die durch die zuständige Landesbehörde erteilt wird.
In der Schweiz erteilt das Bundesamt für Verkehr die Netzzugangsbewilligung, die für jeweils 10 Jahre gültig ist.
Generell gelten in der Europäischen Union zunehmend harmonisierte Vorgaben. So trifft die Richtlinie (EU) 2016/798 über die Eisenbahnsicherheit EU-weit gültige Grundanforderungen unter anderem an Eisenbahnverkehrsunternehmen. Darauf aufbauend bestimmt die Delegierte Verordnung (EU) 2018/762 Anforderungen an Sicherheitsmanagementsysteme der Eisenbahnunternehmen. Daneben gelten weitere europäische Rechtsakte, welche Rechtskraft für Eisenbahnverkehrsunternehmen besitzen. Das deutsche Eisenbahn-Bundesamt bietet auf seiner Webseite eine Liste solcher Rechtsnormen an. Die nationalen Parlamente und Regierungen treffen Maßnahmen zur Umsetzung und errichten Aufsichtsbehörden mit Zuständigkeit für den jeweiligen Mitgliedsstaat.
Die Infrastrukturbetreiber, auf deren Infrastruktur gefahren werden soll, haben zusätzliche Zugangsbedingungen (Schienennetz-Nutzungsbedingungen) für ihr jeweiliges Schienennetz. Diese müssen in Deutschland den Bestimmungen des Eisenbahnregulierungsgesetzes entsprechen.